# 扎伊基夫卡
49°27′21″N 38°45′57″E / 49.45583°N 38.76583°E
扎伊基夫卡（烏克蘭語：Заїківка）是位於烏克蘭東部的村莊，由盧甘斯克州斯瓦托韋區的比洛庫拉基內市鎮負責管轄。該村始建於1659年，面積3.13平方公里，海拔高度67米，2001年人口259。